# نيسان (نهر)
نهر نيسان هو نهر يقع في الجنوب الغربي من السويد ويمتد طوله إلى خليج كاتيغات في بحر الشمال .